# Ancrage blockchain
L’ancrage blockchain est une preuve d'horodatage enregistrée sur la technique de stockage d'informations blockchain. Les données y sont sécurisées par ancrage, c'est-à-dire par association d'un événement à une date et une heure précise. L'objectif est de préserver l'intégrité et l’immuabilité d'un fichier ou d'une œuvre, en le protégeant de toute modification ultérieure à son enregistrement.

## Valeur ajoutée
La base de données blockchain réplique son registre horodaté sur tous les ordinateurs faisant partie de son réseau, de façon à assurer l'unicité des versions de fichier. Le moment de l'ancrage d'un fichier dans le réseau est décisif : il est difficile, voire impossible, de modifier une preuve ou sa date d'enregistrement à posteriori, car le blockchain est un réseau sans organe de contrôle. Si personne n'a d'autorité sur l'ensemble des ordinateurs du réseau, personne ne peut modifier une preuve. Cette immuabilité de l'ancrage est la valeur ajoutée de la solution blockchain contre la falsification, par rapport à d'autres bases de données dont le serveur est contrôlable.
Scott Stornetta et Struart Haber, informaticiens reconnus pour leurs recherches sur les systèmes d'horodatage, ont qualifié de « solution naïve » les réseaux qui permettent la modification d'une donnée ancrée. La sécurisation radicale des données proposée par blockchain vient répondre à cette critique, avec sa valeur d'encrage.

## Ancrage des transactions
L'ancrage blockchain est utilisé pour garantir l'intégrité des transactions ayant lieu sur son réseau. De nombreux débats politiques s'intéressent à la promesse de blockchain : révolutionner la finance et le capitalisme avec un réseau affranchi des tiers de confiance traditionnels (banquier, notaire, etc.), permettre des transactions instantanées à des coûts minimes, dans un système décentralisé et partagé. L'ancrage des transactions devient la valeur de confiance dans un réseau libre de toute souveraineté.

## Ancrage des créations
L’ancrage blockchain est utilisé dans la protection des œuvres de création. Ancrer une empreinte numérique dans la blockchain permet de conférer une "date certaine" sur la version finale d'un document : préalable indispensable pour agir en justice contre un plagiaire et un contrefacteur. Les créations horodatées dans le réseau font généralement l’objet d’une protection par des droits de propriété intellectuelle : il peut s'agir, d'une part, d'œuvres littéraires ou artistiques soumises au droit d’auteur, ou d'autre part, de descriptions ou de reproductions en deux dimensions d’œuvres susceptibles d'être soumises aux droits de propriété industrielle.

### Limites de l'ancrage
L'ancrage blockchain ne constitue pas un titre officiel de propriété intellectuelle. Le propriétaire de l'œuvre enregistrée n’acquiert pas de droit exclusif sur celle-ci, mais il possède la preuve du lien indestructible et infalsifiable entre la création et le moment exact de son enregistrement. Si ce "certificat électronique" ne donne aucune information sur la qualité ou l'originalité de l'œuvre, il peut néanmoins être utilisé dans un processus judiciaire visant la défense du contenu protégé. Par exemple, l’ancrage blockchain permet de prouver qu’une invention existait avant le dépôt d’un brevet similaire. En France et dans soixante-neuf autres pays, cette preuve peut permettre au propriétaire de l’ancrage blockchain de continuer à exploiter son invention, en vertu du droit de possession personnelle antérieure.

### Fonctionnement pratique
Il existe plusieurs manières d’enregistrer une œuvre dans la blockchain.
Par exemple, l'enveloppe Soleau vise la facilitation de l'ancrage blockchain : après la réception électronique d'un fichier, celui-ci est identifié par une fonction de hachage qui lui attribue une empreinte numérique unique. La preuve est ensuite ancrée dans la blockchain.